# ガリナ・チスチャコワ
ガリナ・チスチャコワ（ロシア語: Галина Валентиновна Чистякова、1962年7月26日 - ）は、ソビエト連邦（ウクライナ）の女子元陸上競技選手（走幅跳）である。ルーマニア国境に近いウクライナ・ソビエト社会主義共和国オデッサ州イズマイール出身。
1988年6月11日に走幅跳で「7m52cm」の世界新記録を樹立し、30年以上経った2022年7月現在でもその記録を保持している。しかし、その年に行われたソウルオリンピックでは銅メダルに終わった。
その後1989年になると、ヨーロッパ室内陸上競技選手権、世界室内陸上選手権を連勝。この年、三段跳で世界最高記録の14m52を樹立している。翌1990年には、ヨーロッパ室内陸上選手権を連覇しただけでなく、同大会では三段跳でも優勝した。
しかし、その後ひざを手術した彼女に再び元の成績を残す力は残っていなかった。
ソ連崩壊後、チスチャコワはロシアの市民権を取り、一時期オウム真理教モスクワ支部道場に入信するが、その後スロバキアの市民権を取得し、スロバキア代表の選手として競技会に参加している。現在はスロバキア人の三段跳選手と結婚し、夫とともにスロバキアに住んでいる。

## 記録
- 走幅跳 - 7m52 （1988年6月11日、世界記録）
- 三段跳 - 14m76 （1995年6月27日）